# Louis Nels
Pour les articles homonymes, voir Nels.
Louis Nels, né le 16 décembre 1858 à Yutz et mort le 13 novembre 1910 à Neuerburg, fut commissaire impérial allemand dans le Sud-Ouest africain allemand de 1890 à 1891.

## Biographie
Louis Nels est né en 1858 à Yutz en Moselle dans un territoire à cette époque français. La Moselle est un territoire allemand à la suite de la signature du traité de Francfort en 1871 qui voit l'annexion de l'Alsace et d'une partie de la Lorraine par l'Empire allemand, il devient citoyen allemand. 
Après avoir fréquenté le lycée de Metz, il entame des études de Droit et s'engage dans l'administration civile allemande. En 1885, il suit Heinrich Göring (1839–1913 - le père d'Hermann Göring) qui vient d'être nommé commissaire impérial dans le Sud-Ouest africain allemand et s'installe avec ses collègues dans la ville d'Otjimbingwe. Secrétaire de Göring, il assiste ce dernier pour l'établissement des traités diplomatiques et représente régulièrement son supérieur. Il est nommé juge colonial en 1890 puis commissaire impérial en août de la même année lorsque Göring est rappelé en Allemagne. Il occupe ce poste jusqu'à l'arrivée du nouveau commissaire impérial Curt von François en 1891.
Il quitte la Namibie en 1891 et occupe par la suite des fonctions consulaires pour l'Empire allemand dans plusieurs pays.
Il meurt le 13 novembre 1910 à Neuerburg (Rhénanie-Palatinat). Il est inhumé à Yutz.